# 竹内明太郎

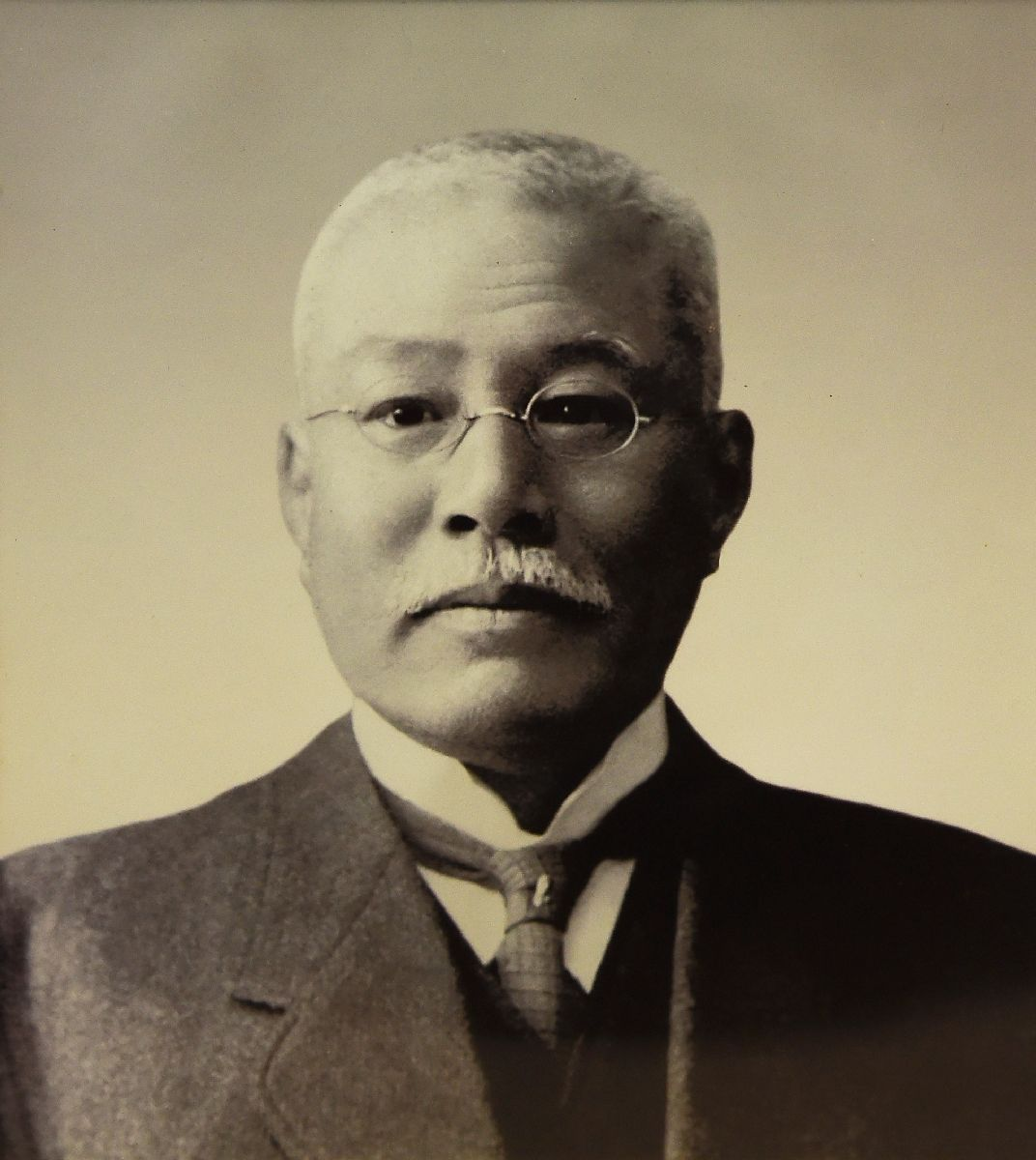
肖像写真

竹内 明太郎（たけうち めいたろう、1860年3月20日（万延元年2月28日） - 1928年（昭和3年）3月23日）は、日本の実業家、政治家。衆議院議員（高知県第五区選出、当選3回）。族籍は東京府士族。

## 来歴・人物
現在の高知県宿毛市出身。竹内綱の長男。父に従い大阪、東京に赴き、同人社で英語、仏学塾でフランス語を学び、父と一緒に自由党に尽くし、『東京絵入自由新聞』の経営に従事したが、鉱山業、鉄工業に転じて、父の経営する佐賀県の芳谷炭鉱の主宰となる。1901年（明治34年）欧米を漫遊して鉱山業を視察し、新式の機械を購入して帰国。
1902年（明治35年）には遊泉寺銅山の開発に着手すると、1917年に遊泉寺銅山の附属施設として小松鉄工所（後の小松製作所）を設立した。
唐津鉄工所の創立者でもあり、日産自動車の前身の快進社等を設立する。早稲田大学理工科創設時には教員派遣や財政支援の両面から貢献し、また私立高知工業学校（現・高知県立高知工業高等学校）を創立経営する。工業立国に尽力した。ちなみに国産第1号車のダットサン（DAT）のTは竹内明太郎の頭文字である。
1915年（大正4年）、第12回衆議院議員総選挙に立憲政友会（高知県郡部区）から出馬して当選。1928年3月25日、死去した。住所は東京麻布笄町。墓所は多磨霊園(6-1-12-11)

## 家族・親族
竹内家
- 祖父・吉管[2]
- 父・綱[2]（1840年 - 1922年）
- 妻・亀井（1870年 - ?、高知士族、山本忠秀の妹）[2][3]
- 息子・強一郎[3]（1894年 - 1989年、横浜高等工業学校教授）、良三、春雄、
- 娘[3][7]・麻子、芳子、冬子、梅子、菊枝、夏子、

親戚
- 弟・吉田茂[2]（外交官）